# Reis met onbekende bestemming
Reis met onbekende bestemming is een hoorspel van Jan Banen. De NCRV zond het uit op vrijdag 23 februari 1968. De regisseur was Johan Wolder. De uitzending duurde 31 minuten.

## Rolbezetting
- Hein Boele (de zoon)
- Dogi Rugani (de moeder)
- Cees van Ooyen (de broer)
- Paul van der Lek (de vader)
- Els Buitendijk (de Poolse vrouw)
- Jeanne Verstraete (een andere vrouw)
- Han König (een SS'er)

## Inhoud
Jan Banen schreef een luisterspel als een gedicht. Het motief ervan is: het verleden is dood, al heeft het zin zo nu en dan even stil te blijven staan. Het is de mening van de zoon, die zijn moeder in een nieuw leven tracht te bergen. Zij is door het verleden getekend, hard in haar oordeel over haar man, die haar in de steek liet. Het gedicht wordt doorschoten met oorlogsgeweld, passend bij de daad die haar man stelde. Hij bood hulp aan een gevluchte Poolse vrouw, aanwezig tussen de Duitse en Russische linies tijdens de Tweede Wereldoorlog. Is vader dood of vermist? Leeft hij met die vrouw? In Warschau of elders? De moeder, die haar zoon vroeger verhaaltjes vertelde voor het naar bed gaan, is nu zelf luisteraar bij haar vertellende zoon. Hij gaat met haar op reis, met treinen die hun eigen baanvak kennen. Moeder en zoon kennen de bestemming van hun reis niet, omdat die niet te kennen is. De reis (het leven) is op zich waardevol… Ze zoeken, zeg maar naar vriendelijkheid of liefde.